# Hugo van den Berg
Hugo van den Berg (Hulshorst, 23 maggio 1990) è un pilota motociclistico olandese.

## Carriera
Dopo aver esordito a 12 anni nelle competizioni delle minimoto è passato alle gare di velocità su pista nel 2002, gareggiando dapprima nelle competizioni monomarca e passando in seguito a gareggiare nei campionati nazionali olandesi e tedeschi.
Nel 2004 e 2005 corre il campionato Europeo Velocità nella classe 125 classificandosi rispettivamente trentaduesimo e diciassettesimo. Per quanto riguarda le competizione nel motomondiale ha gareggiato in tre gran premi nella stagione 2005 della classe 125 in sella ad una Aprilia. Senza cambiare né motocicletta, né classe, ha poi corso anche nelle tre stagioni successive del campionato mondiale.
Nel 2008, oltre l'impegno da pilota titolare nel motomondiale, corre la prova portoghese del campionato europeo Superstock 600 con la Honda CBR600RR del team Hannspree IDS Ten Kate Honda, portando a termine la gara al 22º posto, quindi fuori dalla zona punti.
Ritorna a partecipare al campionato tedesco nel 2009, questa volta nella categoria Supersport.

## Risultati nel motomondiale
| 2005 | Classe | Moto    |  |  |  |  |  |    |    |    |  |    |  |  |  |  |  |  |  |  | Punti | Pos. |
| ---- | ------ | ------- |  |  |  |  |  | -- | -- | -- |  | -- |  |  |  |  |  |  |  |  | ----- | ---- |
| 2005 | 125    | Aprilia |  |  |  |  |  | 29 | 31 | NE |  | 25 |  |  |  |  |  |  |  |  | 0     |      |

| 2006 | Classe | Moto    |    |  |  |  |    |  |    |     |  |  |    |    |  |  |  |  |     |  | Punti | Pos. |
| ---- | ------ | ------- | -- |  |  |  | -- |  | -- | --- |  |  | -- | -- |  |  |  |  | --- |  | ----- | ---- |
| 2006 | 125    | Aprilia | 27 |  |  |  | 26 |  | 28 | Rit |  |  | NE | 24 |  |  |  |  | Rit |  | 0     |      |

| 2007 | Classe | Moto    |    |    |    |    |    |    |    |    |    |    |    |    |    |  |  |  |  |  | Punti | Pos. |
| ---- | ------ | ------- | -- | -- | -- | -- | -- | -- | -- | -- | -- | -- | -- | -- | -- |  |  |  |  |  | ----- | ---- |
| 2007 | 125    | Aprilia | 24 | 20 | 26 | 25 | 24 | 23 | 25 | 26 | 21 | 25 | NE | 27 | 31 |  |  |  |  |  | 0     |      |

| 2008 | Classe | Moto    |     |     |     |    |     |    |    |    |    |     |    |    |    |    |     |     |     |     | Punti | Pos. |
| ---- | ------ | ------- | --- | --- | --- | -- | --- | -- | -- | -- | -- | --- | -- | -- | -- | -- | --- | --- | --- | --- | ----- | ---- |
| 2008 | 125    | Aprilia | Rit | Rit | Rit | 19 | Rit | 29 | 21 | 25 | 15 | Rit | NE | 25 | 24 | 21 | Rit | Rit | Rit | Rit | 1     | 35º  |

| Legenda | 1º posto        | 2º posto            | 3º posto            | A punti      | Senza punti        | Grassetto – Pole position Corsivo – Giro più veloce |
| Legenda | Gara non valida | Non qual./Non part. | Ritirato/Non class. | Squalificato | '-' Dato non disp. | Grassetto – Pole position Corsivo – Giro più veloce |